# Dronninglund Herred

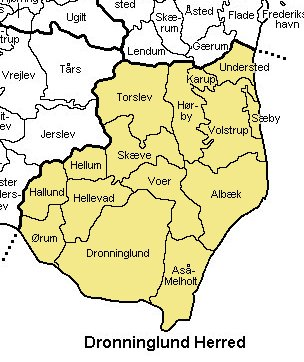
Dronninglund Herred

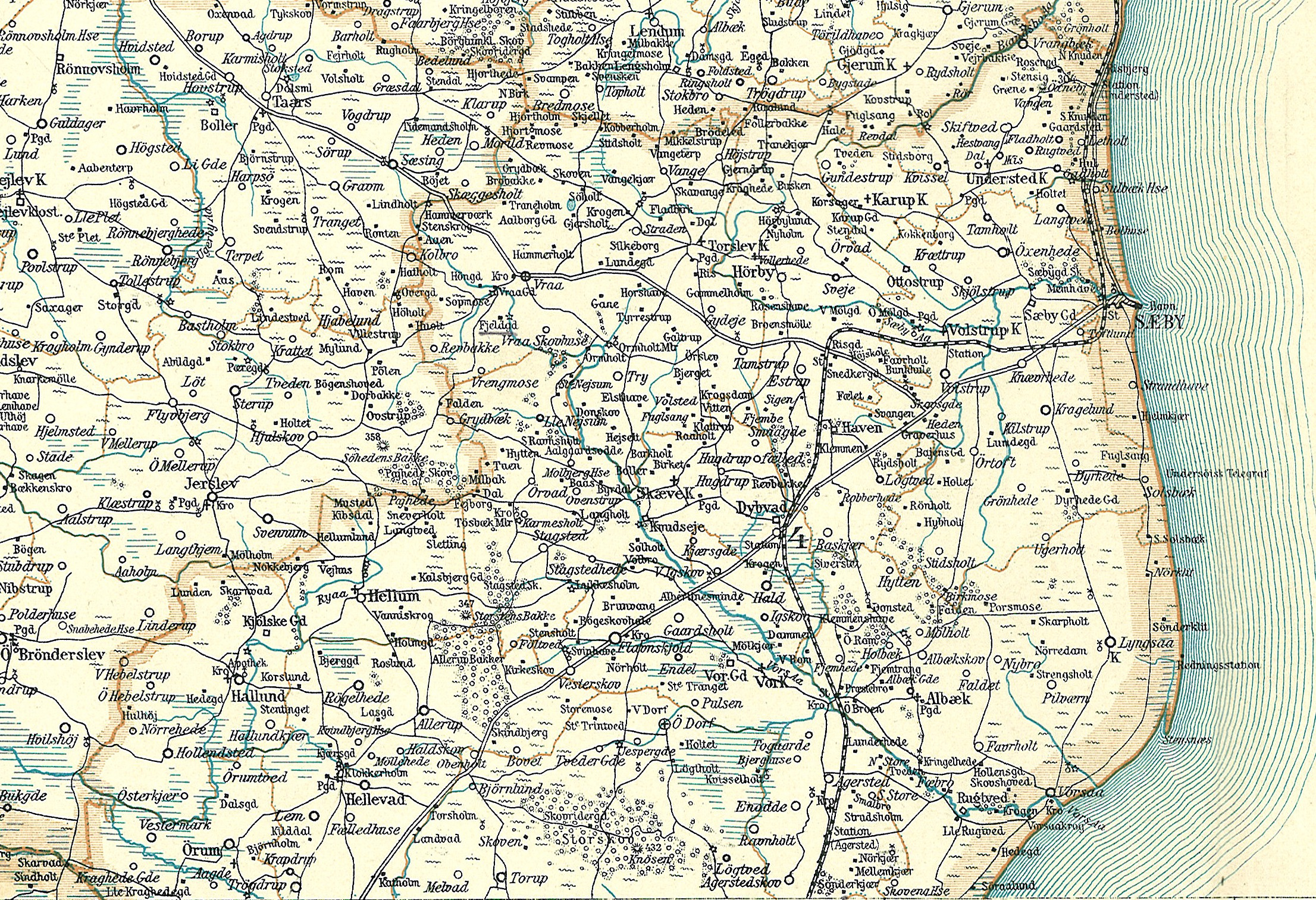
Dronninglund Herred rond 1900 (zuiden mist op kaart)

Dronninglund Herred was een herred in het voormalige Hjørring Amt in Denemarken. In 1970 werd het deel van de nieuwe provincie Noord-Jutland. Sinds 2007 maakt het deel uit van de regio Noord-Jutland.
Dronninglund Herred bestaat pas sinds 1815. Het is een voortzetting van het oudere Jerslev Herred met daarbij een enkele parochie uit  Børglum Herred. 

## Parochies
Dronninglund omvatte oorspronkelijk naast de stad Sæby 14 parochies.
- Agersted
- Albæk
- Asaa-Melholt
- Dorf Kirkedistrikt
- Dronninglund
- Hallund
- Hellevad
- Hellum
- Hjallerup
- Hørby
- Karup
- Skæve
- Sæby
- Torslev
- Understed
- Voer
- Volstrup
- Ørum